# Taraperla ancilis
Taraperla ancilis är en bäcksländeart som först beskrevs av Harding och Chadderton 1995.  Taraperla ancilis ingår i släktet Taraperla och familjen Gripopterygidae. Inga underarter finns listade i Catalogue of Life.